# Zapayán
Zapayán è un comune della Colombia facente parte del dipartimento di Magdalena.
Il comune venne istituito il 30 giugno 2000.